# Павлодарский областной комитет КП Казахстана
Павлодарский областной комитет КП Казахстана — орган управления Павлодарской областной партийной организацией КП(б) — КП Казахстана (1938—1991 годы).
Павлодарская область была образована 15 января 1938 в составе Казахской ССР из части Восточно-Казахстанской области. Центр — г. Павлодар.
С 26 декабря 1960 по 16 октября 1965, наряду с Кокчетавской, Кустанайской, Северо-Казахстанской и Целиноградской областями, находилась в составе Целинного края.

## Первые секретари Павлодарского обкома КП Казахстана
- ПЕРИОД СТАЛИНА (1925—1953 гг.)
- 02-06.1938 Онишин, Александр Петрович
- 06.1938-1939 Искаков, Сайдахмет
- 1939—1940 Колмогоров Георгий Иванович
- 1940—1941 Мойсеев Анатолий Фомич
- 1941—1943 Арменков Михаил Флегонтович
- 1943—1944 Кулитов Джек Галиакпарович
- 1944—1950 Ивандаев, Иван Васильевич
- 1950—1954 Золотухин, Михаил Иванович
- ПЕРИОД ХРУЩЕВА (1953—1964 гг.)
- 02.1954-1957 Афонов, Иван Ильич
- 04.1957-03.1961 Елагин, Семён Дмитриевич
- 03.1961-1962 Шишонков, Василий Кузьмич
- 12.1962-1963 Слажнёв, Иван Гаврилович
- 1963-12.1964 (сельский) Слажнёв, Иван Гаврилович
- ПЕРИОД БРЕЖНЕВА (1964—1982 гг.)
- 12.1964-1965 Слажнёв, Иван Гаврилович
- 1965—1975 Буров, Иван Михайлович
- 12.1975-01.1982 Исаев, Борис Васильевич
- 01.1982-22.10.1988 Ерпилов Петр Иванович
- ПЕРИОД ГОРБАЧЕВА (1985—1991 гг.)
- 22.10.1988-6.01.1991 Мещеряков, Юрий Алексеевич